# L'uomo macchina
'L'uomo macchina' è un'opera del filosofo e medico francese Julien Offray de La Mettrie, pubblicata nel 1748 a Leida.

## Temi e contenuti
Ispirandosi al concetto di " animale-macchina " formulato un secolo prima da Cartesio nel suo Discorso sul metodo, La Mettrie aderisce al meccanicismo, una corrente filosofica che affronta tutti i fenomeni fisici seguendo il modello dei legami causa-effetto (determinismo) e più in generale un'etica radicalmente materialista. Per La Mettrie, la ricerca costituisce un materiale più prezioso degli scritti di qualsiasi filosofo, Cartesio compreso.

### Un'opera materialista
Basandosi sulle sue conoscenze della fisiologia, che i filosofi non possiedono, La Mettrie ritiene che, come in passato, i filosofi si sbagliano quando discutono dell'uomo. Le speculazioni teoriche non gli interessano; solo il metodo empirico gli sembra legittimo.
La Mettrie rifiuta vigorosamente ogni forma di dualismo in favore del monismo. In altre parole, egli rifiuta ogni idea di Dio, anche quella dei panteisti, che vedono Dio nella natura.

### L'uomo macchina e l'estetica
In Uomo-Macchina la questione estetica viene esplorata anche mescolandola alla questione della felicità. Egli sostiene che "la materia non ha nulla di vile, se non per gli occhi rozzi che la fraintendono E questo, in contrasto con la visione idealista dell'estetica che considera la bellezza come necessariamente immateriale, spesso assimilata a un'idea perfetta che la materia non fa che imitare. Anche la visione estetica materialista è qui libertina: contrapponendosi al pensiero pudico delle classi superiori dell'epoca, La Mettrie quindi afferma un'estetica senza moralità.

### Materialismo morale
Se la sua estetica è immorale, La Mettrie non difende un materialismo amorale. Scrive infatti: "Infine, il materialista convinto, benché la sua vanità gli dica che è solo una macchina o un animale, non maltratterà i suoi simili; troppo ben informati sulla natura di queste azioni, la cui disumanità è sempre proporzionata al grado di analogia finora dimostrato; & non volendo, in una parola, seguire la legge naturale data a tutti gli animali, di fare agli altri ciò che non vorrebbe fosse fatto a lui." La Mettrie ritiene che questa moralità sia un bene per l'individuo in quanto individuo in sé e non per un bene idealizzato che motiverebbe azioni umane al di fuori dell'individuo.

### Sul giudizio delle persone
In quest'opera, inoltre, La Mettrie non esclude il giudizio morale sugli individui. Egli dipinge il ritratto del materialista coerente come qualcuno che ha pietà dei "viziosi" ma non li odia. Si tratta qui di un giudizio morale che si distingue dal giudizio di valore. Non giudica il valore intrinseco di una persona, ma si rammarica che la natura l'abbia creata in questo modo: "Coloro che la natura ha favorito gli sembreranno meritevoli di maggiore considerazione di coloro che essa ha trattato come matrigne ".

## Fortuna dell'opera
È attraverso questo libro che La Mettrie divenne noto nella storia della filosofia, anche solo per il suo titolo evocativo. L'opera rappresenta inoltre un importante contributo allo sviluppo della filosofia materialista  durante il periodo illuminista.